# Жосан, Николай Михайлович
Никола́й Миха́йлович Жоса́н (рум. Nicolae Josan; род. 18 сентября 1983, Резина, Молдавская ССР, СССР) — молдавский футболист, игравший на позиции полузащитника. Выступал за сборную Молдавии.

## Карьера

### Клубная
В детстве увлекался рыбалкой и футболом. В 2001 году подписал контракт с тираспольским «Шерифом». С 2003 по 2004 годы на правах аренды играл в «Тирасполе». В марте 2006 года подписал контракт с челнинским «КАМАЗом». Проведя 14 игр в Первом дивизионе, Жосан был отдан в аренду в родную рыбницкую «Искру-Сталь». По окончании арендного соглашения Николай по финансовым причинам не стал продлевать контракт с «КАМАЗом». В феврале 2008 года подписал контракт с махачкалинским «Анжи». По словам футболиста, он легко адаптировался в Махачкале, и в первом же круге Первого дивизиона 2008 стал лучшим полузащитником турнира. В 2009 году был признан лучшим полузащитником Первого дивизиона. В 2011 году испытывал серьёзные проблемы со здоровьем, однако в феврале 2012 года подписал контракт с кишинёвской «Дачией». В 2013 году перешёл играть в «Тирасполь».

### В сборной
С 2004 по 2013 годы выступал за национальную команду, провёл 17 матчей, забил 2 мяча.

## Достижения

### Командные
«Шериф»
Чемпион Молдавии: (3)
- 2001/02; 2002/03; 2004/05

Обладатель Кубка Молдавии:
- 2001/02

 «Анжи»
Победитель Первого дивизиона:
- 2009

 «Тирасполь»
Обладатель Кубка Молдавии:
- 2012/13

### Личные
Лучший полузащитник чемпионата Молдавии:
- 2006/07

Лучший полузащитник Первого дивизиона:
- 2009

## Личная жизнь
- Жена: Оксана
- Дети: Никита (2008 г.р.), Санду (ноябрь 2010)[8].